# Nevil Charles Dowell Brownjohn
Sir Nevil Charles Dowell Brownjohn, britanski general, * 1897, † 1973.